# Kathrine Kühl
Kathrine Møller Kühl, née le 5 juillet 2003 à Hillerød, est une footballeuse internationale danoise qui joue comme milieu de terrain pour l'AS Rome.

## Carrière

### En club
Møller Kühl rejoint Hillerød Fodbold à cinq ans et reste avec le club pendant neuf ans. Elle rejoint le FC Nordsjælland en 2018. Elle fait ses débuts contre le FC Thy-Thisted Q et fait depuis régulièrement partie de la formation de départ de l'équipe. En juillet 2020, elle est nommée Cup Fighter of the Year lorsque le FC Nordsjælland remporte la Coupe du Danemark 2019-2020. Après le match, sa bonne performance est saluée par plusieurs médias et elle est comparée à la star de l'équipe nationale danoise Pernille Harder,. La même saison, elle aide son équipe à remporter le bronze lors de la première saison du club dans la ligue.
Arsenal annonce la signature de Møller Kühl le 7 janvier 2023. Le 26 janvier, elle fait ses débuts à Arsenal, sortant du banc à la 67e minute lors du match de quart de finale de la FA Women's League Cup contre Aston Villa.
Le 12 janvier 2024, elle est prêtée à Everton.

### En sélection
Sa première convocation en équipe nationale des moins de 17 ans remonte au 28 février 2019, contre la Norvège à Silkeborg. Son équipe gagne 5-2. Elle entre en jeu à la 46e minute en remplacement de Sofie Bredgaard. Elle participe au Championnat d'Europe des moins de 17 ans 2019 en Bulgarie, où l'équipe ne parvient pas à sortir de la phase de groupes. Kühl a officiellement disputé deux matchs lors du tournoi. Elle a officiellement disputé 19 matchs en équipe de jeunes, le plus récent en mars 2020.
En mars 2021, elle est sélectionnée par l'entraîneur national Lars Søndergaard pour l'équipe nationale senior pour un match amical contre le Pays de Galles, qui s'achève sur un match nul 1–1 au Cardiff City Stadium. Elle remplace Emma Snerle à la 81e minute. Elle fait partie de l'équipe pour les matches amicaux suivants, où elle commence dans la formation de départ, notamment lors de la victoire 3-2 du Danemark sur l'Australie.
Elle fait également partie de l'équipe du Danemark à la Coupe du monde 2023.

## Matchs internationaux
| Date             | Lieu                                                                       | Adversaire         | Score | Résultat | Concours                                                      |
| ---------------- | -------------------------------------------------------------------------- | ------------------ | ----- | -------- | ------------------------------------------------------------- |
| 25 novembre 2021 | Centre d'entraînement FA de Bosnie-Herzégovine, Zenica, Bosnie-Herzégovine | Bosnie-Herzégovine | 1 – 0 | 3 – 0    | Qualification pour la Coupe du Monde Féminine de la FIFA 2023 |

## Palmarès
Nordsjælland
- Coupe du Danemark féminine : 2019-2020

Arsenal
- Coupe de la Ligue féminine FA : 2022–23[15]